# Haitham al-Malih

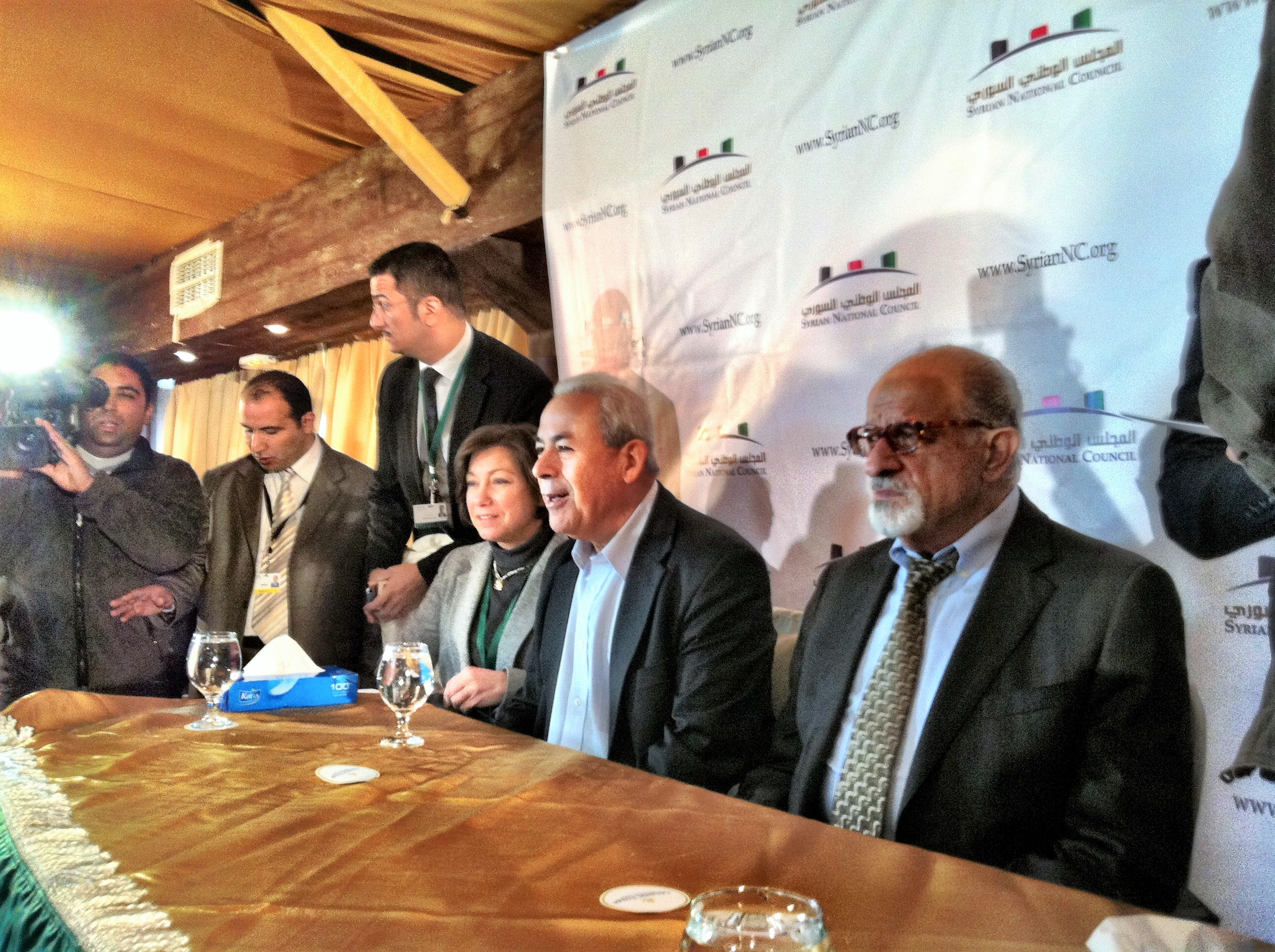
Haitham Maleh (rechts) auf einer Konferenz in Tunis

Haitham al-Malih (arabisch هيثم المالح, DMG Hayṯam al-Māliḥ, * 15. August 1931 in Damaskus) ist ein syrischer Demokratieaktivist, Rechtsanwalt und ehemaliger Richter.
Haitham Chalil al-Malih wurde im Jahr 1931 im Suq Sarudscha in Damaskus geboren als Sohn eines Verantwortlichen der Hedschasbahn. Die Grundschule besuchte er in der Nähe des Telegrafendenkmals im Stadtzentrum. Seine weiterführende Schule war die Ibn-Chaldun-Schule. Anschließend studierte al-Malih Rechtswissenschaft an der Universität Damaskus. Nach Abschluss des Studiums leitete er das Institut für Arabisch-Islamische Studien. Als Rechtsanwalt arbeitete er ab 1957, zog es jedoch anschließend vor in der Justiz zu arbeiten. Al-Malih arbeitete als Richter in Masyaf und in Darʿā und zog Mitte 1960 jedoch wieder nach Damaskus. Dort war er als stellvertretender Staatsanwalt und Untersuchungsrichter an der zweiten Kammer des Justizpalastes tätig. Später wurde al-Malih Friedensrichter.
Bereits unter der Herrschaft von Adib asch-Schischakli wurde al-Malih mehrfach verhaftet.
Er war seit langem ein Kritiker der syrischen Baath-Regierung unter Präsident Baschar al-Assad und wurde seit den 1960er Jahren als Dissident durch die Behörden aufgrund verschiedener Ereignisse verhaftet. Die Jahre 1980 bis 1986 verbrachte er in Haft, da er Reformen und Verfassungsänderungen forderte. 2009 wurde er abermals zu einer mehrjährigen Haftstrafe verurteilt, jedoch 2011 begnadigt.
Al-Malih war Unterzeichner der Damaszener Erklärung und wurde im Zuge des Syrischen Bürgerkriegs ab 2011 führendes Mitglied im oppositionellen Syrischen Nationalrat sowie später ab 2012 in der Nationalkoalition für Revolutions- und Oppositionskräfte.